# Никольская церковь (Хельсинки)
Церковь в честь святителя Николая Чудотворца (фин. Pyhän Nikolauksen kirkko, швед. S:t Nikolaus kyrka) — православный храм, находящийся в городе Хельсинки и входящий в состав Патриарших приходов в Финляндии в юрисдикции Русской православной церкви.

## История
В 1927 году в городе Хельсинки был основан русский Никольский приход, получивший первоначально официальную регистрацию от Государственного совета Финляндии в качестве частной религиозной организации и составной части Выборгской частной православной общины.
С 1929 по 1938 году община собиралась на богослужения в домовом храме, устроенном в арендованном помещении.
В 1938 году, под руководством архитектора Ивана Кудрявцева, Никольская община завершила строительство каменного храма в районе Хиетаниеми. 28 ноября (10) декабря 1938 года храм был освящён в честь святителя Николая Чудотворца. Позднее, также по проекту архитектора Ивана Кудрявцева к церкви была пристроена алтарная часть, а храм вторично освящён 4 (17) декабря 1950 года.
Численность зарегистрированных членов прихода на 2022 год составляла 3627 человек, из которых 70 % составляют граждане Финляндии.